# Sân bay Kumejima
Sân bay Kumejima Airport (久米島空港 Kumejima Kūkō) (IATA: UEO, ICAO: ROKJ) là một sân bay ở Kumejima, một thành phố đảo tại tỉnh Okinawa của Nhật Bản.
Tỉnh này đảm trách việc vận hành sân bay này. Đây là sân bay hạng 3 Nhật Bản.  Đường băng có bề mặt nhựa đường dài 2000 m.

## Các hãng hàng không và các tuyến điểm
Hiện có các hãng hàng không sau đang hoạt động tại sân bay này:
- Japan Airlines
  - Japan Transocean Air (Naha, Tokyo)
    - Ryukyu Air Commuter (Naha)